# Roberto Fornaciari
Roberto Fornaciari OSBCam (ur. 23 grudnia 1963 w Reggio nell’Emilia) – włoski duchowny katolicki, kameduła, biskup Tempio-Ampurias od 2023.

## Życiorys
25 kwietnia 2001 w zakonie kamedulskim otrzymał święcenia kapłańskie. Był wykładowcą historii monastycyzmu w instytutach: Claretianum (2003–2007) i Beato Gregorio X (2008–2022). Pełnił też funkcje wiceprzeora oraz przeora eremu kamedulskiego w Camaldoli. 
11 lipca 2023 papież Franciszek mianował go biskupem diecezji Tempio-Ampurias. Sakry udzielił mu 16 września 2023 arcybiskup Bernard-Nicolas Aubertin.